# نوسان‌ساز واتسکاژ

شماتیک آنچه که معمولاً نوسان‌ساز واتسکاژ نامیده می‌شود. واتسکاژ با توسعه این مدار در سال ۱۹۴۵ به رادیووسلاوویا اعتبار داد.

نوسان‌ساز واتسکاژ یک نوسان‌ساز فرکانس متغیر (VFO) طیف گسترده‌ای است که تلاش می‌کند دامنه خروجی تقریباً ثابتی نسبت به محدوده فرکانسش داشته باشد. این شبیه به یک نوسان‌ساز کولپتس یا یک نوسان‌ساز کلاپ است، اما این طراحی‌ها هنگام تنظیم، دامنه خروجی ثابت ندارند.

## اختراع
در سال ۱۹۴۹ مهندس چکسلواکی ییژی واتسکاژ مقاله‌ای را در مورد طراحی نوسان‌سازهای با فرکانس متغیر پایدار (وی‌اف‌او) منتشر کرد. در این مقاله بسیاری از موضوعات پایداری مانند تغییرات دما، فشار اتمسفر، طول عمر قطعات و میکروفونی مورد بحث قرار گرفته‌است. به عنوان مثال، واتسکاژ ابتدا با گرم کردن سیم و پیچیدن سیم بر روی سیم‌پیچ سرامیکی پایدار، ساخت سلف را توصیف می‌کند. سلف حاصل از ضریب دما ۶ تا ۸ قسمت در میلیون در هر درجه سانتیگراد برخوردار است. واتسکاژ خاطرنشان می‌کند که خازن‌های متغیر معمولی با دی‌الکتریک هوا دارای پایداری ۲ قسمت در هزار هستند. برای ساختن یک وی‌اف‌او با پایداری ۵۰ قسمت در میلیون نیاز است که خازن متغیر فقط ۱/۴۰ از ظرفیت تنظیم (۰۰۲/۴۰. = 50ppm) باشد. شرط پایداری همچنین حاکی از آن است که خازن متغیر تنها محدوده محدودی از ۱: ۱٫۰۲۵ را تنظیم می‌کند. محدوده تنظیم بیشتر نیاز به تغییر خازن یا سلف ثابت دارند.
واتسکاژ به طراحی با پایداری بالا علاقه‌مند بود، بنابراین او بالاترین مقدار Q را برای مدارهای خود می‌خواست. ساختن وی‌اف‌اوهای گسترده با دامنه خروجی پایدار با میرایی (بارگیری) مدار تنظیم شده امکان‌پذیر است، اما این تاکتیک بطور قابل توجهی Q و پایداری فرکانس را کاهش می‌دهد.
واتسکاژ چندین مدار موجود را برای ثبات دامنه آن‌ها بررسی کرد. در تحلیل خود، واتسکاژ فرضیات زیادی را ارائه کرد. وی تصور کرد که مدار تنظیم شده از ضریب کیفیت ثابت (Q) در محدوده فرکانس وی‌اف‌او برخوردار است. این فرض نشان می‌دهد که مقاومت مؤثر مدار هماهنگی به‌صورت خطی با فرکانس (ω) افزایش می‌یابد. هدایت‌انتقالی نوسان‌ساز کلاپ متناسب با ω3 است. اگر هدایت‌انتقالی کلاپ فقط با کمترین فرکانس در نوسان باشد، نوسان‌ساز در بالاترین فرکانس خود فراراه‌اندازی می‌شود. اگر فرکانس با ضریب ۱٫۵ تغییر کند، بهره حلقه در انتها بالا ۳۷۵ برابر بیشتر خواهد بود. این بهره بالاتر به جبران‌سازی قابل توجهی نیاز دارد. واتسکاژ نتیجه گرفت که نوسان‌ساز کلاپ «فقط برای کار با فرکانس‌های ثابت یا در بیشتر باندهای باریک (حداکثر حدود ۱: ۱٫۲) قابل استفاده است». در مقابل، نوسان‌سازهای سیلر (خازن تله‌شده) و لامپکین (سلف تله‌شده) دارای یک هدایت‌انتقالی خاصی است که متناسب با {\displaystyle \omega ^{-1}} است.
واتسکاژ سپس مدار نوسان‌ساز را به‌دلیل رادیووسلاویا در سال ۱۹۴۵ توصیف می‌کند که «یک دامنه نسبتاً ثابت در یک محدوده فرکانس وسیع» را حفظ کرده‌است. واتسکاژ گزارشی در مورد مدار وی‌اف‌او که از سال ۱۹۴۶ توسط اداره پست چکسلواکی مورد استفاده قرار گرفته شده، می‌دهد. واتسکاژ مدار را تجزیه و تحلیل می‌کند و نحوه دریافت یک پاسخ دامنه تقریباً ثابت را توضیح می‌دهد. هدایت‌انتقالی مدار با فرکانس به‌صورت خطی افزایش می‌یابد، اما این افزایش با تنظیم افزایش Q سلف جبران می‌شود. این مدار به وی‌اف‌او واتسکاژ معروف شد. واتسکاژ از مدار به عنوان «مدار ما» نام برد و اظهار داشت که او لاندی بطور مستقل مدار را کشف کرد و آن را (بدون تحلیل) در رادیو وسلاویا در سال ۱۹۴۸ منتشر کرد. واتسکاژ طرح وی‌اف‌او را با استفاده از این مدار توصیف می‌کند که محدوده فرکانس متوسط ۱: ۱٫۱۷ را در بر می‌گیرد.

## عملکرد مدار
شکل بالا معادل شکل ۵ در مقاله وی (طراحی رادیووسلاویا) است که برای استفاده از ترانزیستور پیوندی اثر میدان طراحی مجدد شده‌است. L1 و خازن‌ها مدار تشدید نوسان‌ساز کولپیتس را تشکیل می‌دهند و خازن‌های Cv و Cg نیز به عنوان تقسیم ولتاژ شبکه عمل می‌کنند. مدار را می‌توان با C0 تنظیم کرد. مقادیر مثالی از مقاله وی است.
شبیه به یک نوسان‌ساز سیلر قبلی است، با این تفاوت که در سیلر C0 در طرف دیگر Ca متصل‌شده. واتسکاژ طراحی خود را بر اساس تجزیه و تحلیل پایداری گوریت-کلاپ انجام داد (واتسکاژ ادعا می‌کند که برای فرکانس ثابت یا یک باند بسیار باریک، حداکثر ۱: ۱٫۲)، نوسان‌ساز سیلر و لامپکین (در لامپکین، از یک تقسیم‌کننده ولتاژ سلفی بر روی مدار تیون در عوض Cv Cg و Ca در طرح‌واره سیلر در مرجع ۱ استفاده شده‌است)